# Productiehuis
Een productiehuis of productiemaatschappij of productiebedrijf is een bedrijf dat theatervoorstellingen of radio- en/of televisieprogramma's voor anderen produceert.
In het geval van theatervoorstellingen betreft dit meestal reizende voorstellingen, hoewel een productie ook exclusief aan een theater kan worden aangeboden. In het geval van radio- en tv-programma's worden deze verkocht aan de omroepen, die deze vervolgens onder eigen vlag uitzenden. Bij uitbreiding kan de term worden toegepast op de verzelfstandigde afdeling eigen producties van een omroep die voor de eigen zender(s) ook elders programma's aankoopt, zoals Het Televisiehuis bij de VRT.
Wanneer het productiebedrijf eigenaar van de productie blijft, kan eventueel ook aan merchandising worden gedaan en soms wordt alleen een succesrijk format in licentie gegeven om elders met lokale mensen en in andere talen na te volgen, wat veelal gebeurt bij allerlei spel- en reality-formules voor televisie.
Bekende Nederlandse productiemaatschappijen zijn of waren Endemol, Van den Ende Theaterproducties, Albert Verlinde Entertainment, IDTV, Eyeworks, MediaLane, Vincent TV Producties en Benny Vreden Producties. In België zijn Woestijnvis en  De Mensen bekend. Funimation Entertainment is een Amerikaans productiebedrijf. Een productiehuis dat zich voornamelijk op YouTube richt, is Smosh.
Door bezuinigingen in Nederland in de "culturele basisinfrastructuur", ten tijde van het kabinet-Rutte I, zijn in 2011 een aantal niet-commerciële (theater)productiehuizen verdwenen of sterk ingekrompen, zoals hetveem theater (Amsterdam), Frascati Producties (Amsterdam), Paradiso Melkweg Productiehuis (Amsterdam), Productiehuis Oost-Nederland (Deventer), Generale Oost (Arnhem), Korzo Producties (Den Haag), Het Lab Utrecht (Utrecht), Huis aan de Werf (Utrecht), Toneelschuur (Haarlem), Productiehuis Rotterdam (Rotterdam), Productiehuis Brabant ('s-Hertogenbosch), Theaterproductiehuis Zeelandia (Middelburg) en het Huis van Bourgondië (Maastricht). De Nederlandse Reisopera in Enschede, dat voorheen een volwaardig operagezelschap was met een vast ensemble en een vaste staf, is tegenwoordig een productiehuis dat per voorstelling medewerkers inhuurt.